# Tyler Rosenlund
Tyler Robert Rosenlund (né le 13 septembre 1986 à Vancouver) est un joueur international canadien de soccer.

## Palmarès
Avec les Rhinos de Rochester, il remporte la USSF Division 2 Professional League en 2010.